# La Llorona (film)
La Llorona is een Guatemalteekse film uit 2019, geregisseerd door Jayro Bustamante. Het scenario werd geschreven door Jayro Bustamante en Lisandro Sánchez, en is geïnspireerd op de legende van La Llorona en de geschiedenis van Guatemala, met name de genocide die in dat land plaatsvond in de jaren 1980.
De film ging in première op 30 augustus 2019 op het filmfestival van Venetië, in de sectie Giornate degli Autori, waar Bustamante de prijs voor beste regisseur ontving. La Llorona werd door Guatemala als kandidaat geselecteerd voor de Academy Awards in de categorie beste internationale film. De film haalde de shortlist van 15 films, maar werd niet genomineerd.

## Verhaal
Enrique Monteverde (gebaseerd op Efraín Ríos Montt) is zojuist vrijgesproken vanwege een vormfout in een nationaal proces tegen kopstukken van het militaire regime van Guatemala. Die nacht verandert zijn woning in een spookhuis. Het geluid van een huilende vrouw houdt hem uit zijn slaap. Met zijn pistool gaat hij op zoek. Hij wordt geconfronteerd met de dood terwijl hij wordt achtervolgd door de geesten uit zijn verleden.

## Rolverdeling
| Acteur               | Personage          |
| -------------------- | ------------------ |
| María Mercedes Coroy | Alma               |
| Sabrina De La Hoz    | Natalia            |
| Margarita Kenéfic    | Carmen             |
| Julio Diaz           | Enrique Monteverde |
| María Telón          | Valeriana          |
| Juan Pablo Olyslager | Letona             |
| Ayla-Elea Hurtado    | Sara               |

## Ontvangst

### Recensies
Op Rotten Tomatoes geeft 97% van de 79 recensenten de film een positieve recensie, met een gemiddelde score van 8,00/10. De film heeft het label "Certified fresh" (gegarandeerd vers). Website Metacritic komt tot een score van 79/100, gebaseerd op 14 recensies, wat staat voor "generally favorable reviews" (over het algemeen gunstige recensies)
De Volkskrant gaf de film 4 uit 5 sterren en schreef: "[Jayro Bustamante] vervlecht politiek, geëngageerd drama en magisch realisme tot een wonderlijk coherent geheel. Nieuw is de pakkende horror; waarachtig griezelige scènes waarmee Bustamante zich moeiteloos schaart naast hedendaagse genrespecialisten."

### Prijzen en nominaties
De film won 21 prijzen en werd voor 37 andere genomineerd. Een selectie:
| Jaar | Evenement                       | Categorie                    | Genomineerde     | Resultaat   |
| ---- | ------------------------------- | ---------------------------- | ---------------- | ----------- |
| 2019 | Venetië (76ste editie)          | Giornate degli Autori prijs  | Jayro Bustamante | Gewonnen    |
| 2021 | Satellite Awards (25ste editie) | Beste niet-Engelstalige film | La Llorona       | Gewonnen    |
| 2021 | Golden Globe (78ste editie)     | Beste niet-Engelstalige film | La Llorona       | Genomineerd |
| 2021 | Premios Goya (35ste editie)     | Beste Ibero-Amerikaanse film | La Llorona       | Genomineerd |